# Schloss Schafisheim
Das Schloss Schafisheim ist ein kleines, im spätgotischen Stil erbautes Schloss im Zentrum des Dorfes Schafisheim im Schweizer Kanton Aargau. Dabei handelt es sich um den ältesten Schlossbau des Aargaus, der von Anfang an nicht als Wehranlage, sondern als Wohnhaus konzipiert wurde.

## Geschichte
Das Gebäude entstand ein paar Jahre nach der Schlacht bei Sempach (1386) im Auftrag der Herren von Baldegg, deren Stammsitz in den Kriegswirren von den Eidgenossen zerstört worden war. Das genaue Baujahr ist nicht bekannt, die erste urkundliche Erwähnung des Schlosses erfolgte 1474. Das Gebäude diente als Wohnsitz der Inhaber der Gerichtsherrschaft Schafisheim innerhalb des Untertanengebiets der Stadt Bern.
1482 verkauften die in Geldnöten steckenden Baldegger Schloss und Gerichtsherrschaft an die Hallwyler. Nach dem Aussterben der Schafisheimer Linie der Hallwyler übertrugen die Berner 1736 den Besitz an die Gebrüder Samuel und Etienne Brutel, Nachkommen französischer Hugenotten, die aus Montpellier geflohen waren. 1802 gelangte das Schloss in den Besitz der Gemeinde Schafisheim. Nach mehreren Besitzerwechseln kaufte 1845 die Familie Baumann das Schloss; deren Nachkommen bewohnen das Gebäude noch heute.

## Gebäude
Der massive vierstöckige Bau mit spitzem Walmdach ist im spätgotischen Stil errichtet. Die ältesten Teile der Bausubstanz stammen aus dem frühen 15. Jahrhundert; das oberste Geschoss besteht aus Fachwerk. An der Nordseite wurde 1605/06 ein runder Treppenturm angebaut. 1740 entstand an der Südseite ein dreistöckiger Anbau mit grossem Keller. Bis 1821 war in dem Anbau eine Indiennefabrik untergebracht; das Gebäude wurde danach in ein Wohnhaus umgewandelt.
Neben dem Schloss steht eine Kapelle, die 1360 als Filiale der Pfarrei Staufberg auf dem gleichnamigen Hügel erwähnt und 1498 komplett neu errichtet wurde. Nachdem der letzte private Schlossbesitzer die Kapelle als Stallung zweckentfremdet hatte, wurde das Gebäude 1850 von der Gemeinde gekauft und wieder hergerichtet.